# Cena za życie
Cena za życie (Crossfire Trail) – amerykański western telewizyjny TNT z 2001 roku z udziałem Toma Sellecka na podstawie powieści Louisa L’Amoura (1908-1988) pod tym samym tytułem z 1954.

## Obsada
- Tom Selleck – Rafe Covington
- Virginia Madsen – Anne Rodney
- Wilford Brimley – Joe Gill
- David O’Hara – Rock Mullaney
- Christian Kane – J.T. Langston
- Barry Corbin – Szeryf Walter Moncrief
- Joanna Miles – Melissa Thompson
- Ken Pogue – Gene Thompson
- Patrick Kilpatrick – Mike Taggart
- Rex Linn – Luke Taggart
- William Sanderson – Dewey (barman)
- Daniel Parker – Taggart Gang (jako Daniel T. Parker)
- Marshall R. Teague – Snake Corville (jako Marshall Teague)
- Brad Johnson – Bo Dorn
- Mark Harmon – Bruce Barkow
- Carmen Moore – Tańczący Kwiat
- James Nicholas – Wódz Czerwona Chmura

## Treść
W 1880 roku, Rafe Covington (w tej roli Tom Selleck) ze swoim najlepszym przyjacielem Charlesem Rodneyem (Crossfire Trail) płynie na statku do San Francisco. Jednak Rodney podczas walki z kapitanem statku Gorganem (Mark Acheson) zostaje śmiertelnie ranny. Na łożu śmierci Covington obiecuje Rodneyowi, że zaopiekuje się jego żoną Anne (Virginia Madsen) i córką. Przenosi się na ranczo wdowy. O względy kobiety zabiega Bruce Barkow (Mark Harmon).